# Lew Stringer
Lew Stringer är en brittisk serieskapare.
År 1980 började Stringer rita Captain Wally och Snail-Man för Marvel Comics. Vid den här tiden kom han även på Combat Colin och Förortssatanisterna, som publiceras i bland annat tidningen Herman Hedning. År 1999 tecknade han för tidningen Beano.